# Kristoffer Polaha
Kristoffer „Kris” Jon Polaha (ur. 18 lutego 1977 w Reno) – amerykański aktor, reżyser, producent filmowy i pisarz. 
Odtwórca roli Jasona Matthewsa, dyrektora generalnego Grand Waimea, który ma wspólną przeszłość z Nicole (Brooke Burns) w operze mydlanej Fox Gorące Hawaje (2004–2005). Wystąpił jako Nathaniel „Baze” Bazile w serialu młodzieżowym The CW Druga szansa (2010–2011), a także w biograficznym dramacie kryminalnym Atoma Egoyana Diabelska przełęcz (2013) i fantastycznym filmie akcji Patty Jenkins Wonder Woman 1984 (2020).

## Życiorys

### Wczesne lata
Urodził się w Reno, w stanie Nevada jako syn Esther Lee (z domu Eben) i Jeromego Michaela „Jerry’ego” Polahy. Jego rodzina miała korzenie czeskie (dziadek ze strony ojca), irlandzkie, niemieckie i francuskie. Jego ojciec był sędzią Sądu Rejonowego Washoe. Dorastał z czterema starszymi braćmi – Erikiem, Johnem i Michaelem. Na początku lat 90. podjął naukę w szkole Roberta Louisa Stevensona z internatem w Pebble Beach w Kalifornii. W 1999 ukończył Tisch School Of the Arts w New York University, gdzie uzyskał tytuł Bachelor’s degree w dziedzinie sztuki.

### Kariera
Na początku swojej kariery Polaha występował w przedstawieniach teatralnych, w tym Ragtime Revue w Lincoln Center, Zmierzch długiego dnia Eugene’a O’Neilla w Roundabout Theatre, Chleb z masłem w Provincetown Playhouse i Wujaszek Wania w konserwatorium Stelli Adler.
Po raz pierwszy pojawił się na ekranie w jednym z odcinków serialu Warner Bros. Anioł ciemności (Angel, 2001), a następnie w serialach – CBS Żarty na bok (That’s Life, 2001, 2002), FOX Roswell: W kręgu tajemnic (Roswell, 2002). Zagrał tytułową kreację Johna F. Kennedy’ego Jr. w telewizyjnym dramacie biograficznym FOX Amerykański książę – John F. Kennedy Junior (America’s Prince: The John F. Kennedy Jr. Story, 2003) z Jacqueline Bisset i Portią de Rossi.
Wystąpił potem w serialach: FOX Dr House (House M.D., 2005), CBS CSI: Kryminalne zagadki Miami (CSI: Miami, 2006) i FOX Kości (Bones, 2006) z Davidem Boreanazem.

## Życie prywatne
7 czerwca 2003 zawarł związek małżeński z Julianne Morris. Mają trzech synów – Kristoffera Caleba (ur. 28 lipca 2004), Micaha (ur. 6 kwietnia 2006) i Jude (2 stycznia 2011).
W 2004 w Honolulu wziął udział w maratonie w 7:19.14. 

## Filmografia

### Filmy
- 2001: Trzeci stopień (The Third Degree, TV) jako Jason
- 2002: Drobne przestępstwa (Aller simple pour Manhattan) jako Peter
- 2003: Splitsville (TV) jako Wes Brown
- 2003: Amerykański książę – John F. Kennedy Junior (America’s Prince: The John F. Kennedy Jr. Story, TV) jako John F. Kennedy Jr.
- 2004: Sytuacja klowna (The Plight of Clownana) jako Kris
- 2013: Diabelska przełęcz (Devil’s Knot) jako Val Price
- 2020: Wonder Woman 1984 jako przystojniak

### Seriale TV
- 2001: Anioł ciemności (Angel) jako Dylan Blim
- 2001, 2002: Żarty na bok (That’s Life) jako Gavin
- 2002: Roswell: W kręgu tajemnic (Roswell) jako Eric Hughes
- 2002: Ptaki nocy (Birds of Prey) jako Darkstrike
- 2003: Prawdziwe powołanie (Tru Calling) jako Mark Evans
- 2005: Specjalistki (Hot Properties) jako Ron
- 2005: Dr House (House M.D.) jako Jeff Forrester
- 2006: U nas w Filadelfii (It’s Always Sunny in Philadelphia) jako męskie employee
- 2006: Kości (Bones) jako Will Hastings
- 2006: CSI: Kryminalne zagadki Miami jako Jeremy Fordham
- 2007: Krok od domu (Close to Home) jako Alistair Joyce
- 2007–2009: Mad Men jako Carlton Hanson
- 2008: Miss Guided jako Tim O’Malley
- 2009: Agenci miłości (Valentine) jako Danny Valentine
- 2009: Lista ex (The Ex List) jako Philip Emmerson
- 2009: Bez śladu (Without a Trace) jako Justin Morgan
- 2009: Korporacja według Teda (Better Off Ted) jako Don
- 2009: Dollhouse jako 	Nate Jordan
- 2010: O(d)porna na miłość (Romantically Challenged) jako Jesse
- 2010–11: Druga szansa (Life Unexpected) jako Nathaniel „Baze” Bazile
- 2011–12: Ringer jako Henry Butler
- 2012: Made in Jersey jako Nolan
- 2012: Inna (Awkward.) jako Ben
- 2013: CSI: Kryminalne zagadki Las Vegas jako Darryl Walsh
- 2015: Hawaii Five-0 jako Hank Weber
- 2015: Stalker jako Nathan Grant
- 2015: Backstrom' jako sierżant Peter Niedermayer
- 2015-16: Castle jako Caleb Brown
- 2016: Partnerki (Rizzoli & Isles) jako Edward Dunn
- 2016: Zabójcza broń (Lethal Weapon) jako Bennet Hirsch / Gino Corelli
- 2017: Dorwać małego (Get Shorty) jako Jeffrey
- 2017: Designated Survivor jako David Sheridan
- 2018: Gracze (Ballers) jako Jerry White
- 2018–2020: Trzy dni Kondora (Condor) jako Sam Barber
- 2021: The Good Doctor jako Anton Denys

### Filmy krótkometrażowe
- 2002: Domowa podstawa (Home Base) jako Nick
- 2006: Życie szczęśliwców (Life Happens) jako Craig